# Laura Stahnke
Laura Stahnke (* 6. August 1991 in Berlin) ist eine ehemalige deutsche Fernsehschauspielerin.

## Leben
Laura Stahnke spielte von Februar 2005 bis Anfang Dezember 2007 die Hauptrolle der Konstanze „Konny“ Winkler in der Kinder- und Jugendserie Schloss Einstein.
Nach ihrem Abitur wurde sie als Event-Managerin und danach als Management-Assistentin tätig.

## Filmografie
- 2005–2007: Schloss Einstein (Fernsehserie, 111 Folgen)